# フェイス・ジェフリーズ
フェイス・ジェフリーズは、アメリカ合衆国ネバダ州ラスベガス出身のプロレスラー。現在は、NXTにてニッキータ・ライオンズ(Nikkita Lyons)のリングネームで活動。

## 来歴

### テコンドーの来歴
4歳でテコンドーの練習を始め、8歳までに黒帯を取得した。

### プロレスの来歴
2021年の夏、WWEと契約。12月31日にデビューし、リングネームをニッキータ・ライオンズと改名したが、アマリ・ミラーに敗れた。2022年2月22日、ケイラ・インレイを破り、4月にはラッシュ・レジェンドを破った。スプリング・ブレイキンで、コーラ・ジェイドとチームを組み、タッグマッチでレジェンドとナタリアに勝利した。5月10日、NXT女子ブレイクアウト・トーナメントに参加し、第1ラウンドでアリアナ・グレイスを破った。5月24日、怪我のためトーナメントから外されたことが発表され、1日後にインスタグラムのアカウントでMCLの部分的な裂傷とMCLの捻挫を負ったことを明らかにした。6月28日、NXT女子王座のマンディ・ローズをカウントアウトで破った。
7月19日、20人の女性バトルロイヤルに参加して、NXT女子王座選手権の最有力候補を決定し、ケイデン・カーターとキアナ・ジェームスを脱落させたが、ティファニー・ストラットンによって脱落した。8月8日、 5 月から空いていたWWE女子タッグチーム王座を埋めるために、ライオンズがトーナメントでゾーイ・スタークとチームを組むことが発表された。8月19日、ライオンズとスタークのタッグ パートナーはトーナメントから削除された。伝えられるところによると、スタークは数日前に脳震盪を起こし、また、第1ラウンドの試合が行われるカナダでは、新型コロナウイルスワクチン接種をしていない外国人の入国を許可しなかったため、WWEがライオンズをトーナメントから除外したことも報告された。9月13日のNXT 2.0 1周年記念ショーで、ライオンズとスタークはジェームズとグレイスを破った。11月8日、ライオンズとスタークはカーターとカタナ・チャンスからNXT女子タッグチーム王座を獲得できず、スタークに裏切られた。12月20日、スタークと対戦したが、敗北。1月24日、膝の怪我により欠場を余儀なくされた。

## 得意技

### フィニッシュ・ホールド
スプリット・レッグ・ドロップ
開脚をし、相手の腹部辺りに乗り、ポーズを決めカウントアウトにする。
トルネード・キック
自身は、全身で回転力を加えながら片足で飛び上がって相手の頭部を蹴り上げる。

### 打撃技
エルボー
バック・エルボー
エルボー・スタンプ　
ジャンピング・バックエルボー・アタック
コーナーにもたれかかっている相手に向かい助走して相手の顔面にジャンピング・バックエルボーを叩き込む。
ボディーブロー
ナックル・パンチ
スーパーマンパンチ
コーナー・スーパーマンパンチ
コーナー・ナックル・パンチ
ランニング・クローズライン
スーパーキック
バックスピンキック
スピニング・ヒール・キック
各種蹴り技
ローキック、ミドルキック、ハイキック、ローリング・ソバット、バックキック
ニーキック
前蹴り

### 投げ技
スープレックス
スーパープレックス
バックスープレックス
抱え式バックドロップを使用。
ジャーマンスープレックス

### フォール技
スクールガール
バックスライド
スモール・パッケージホールド
ジャックナイフ・ホールド
メキシカン・ローリング・クラッチ・ホールド
立ち状態の相手に対し、肩車のように相手の肩の上に乗り、そのまま前転。相手を倒しつつ、相手の股を潜りざまに手で相手の両脚をつかんでエビに固める。入り方としては、相手の背後から跳び箱の形で肩の上に乗ることが多い。
ハリケーン・ラナ

## 入場曲
- Heart Of The Rion  現在使用中